# Mauritiana rhizophorae
Mauritiana rhizophorae är en svampart som beskrevs av Poonyth, K.D. Hyde, Aptroot & Peerally 2000. Mauritiana rhizophorae ingår i släktet Mauritiana och familjen Requienellaceae.   Inga underarter finns listade i Catalogue of Life.